# Burhan Ghalyun
Burhān Ghalyūn (in arabo برهان غليون‎?; Homs, 11 febbraio 1945) è un politico e sociologo siriano.
Professore di Sociologia Politica, nato in una famiglia musulmana sunnita, Burhān Ghalyūn diventa nel settembre 2011 presidente del Consiglio nazionale siriano. Si dimette il 24 maggio 2012, sostituito il mese dopo da ʿAbd al-Bāsiṭ Sīdā, ma rimane comunque in seno all'organizzazione.

## Impegno politico

### Un'opposizione di lunga data al regime siriano
Dopo aver studiato Filosofia e Sociologia nell'Università di Damasco, Burhān Ghalyūn lascia la patria nel 1969 alla volta di Parigi per proseguirvi gli studi. La reputazione di Burhān Ghalyūn come pensatore critico e impegnato si mostra alla fine degli anni settanta, con la pubblicazione del Manifeste pour la démocratie, comparso quando il Presidente siriano Hafiz al-Asad consolida la sua presa di potere, incontrando una forte opposizione interna, mentre la Siria è impegnata in un conflitto con il Libano. Nel suo manifesto, Ghalyūn afferma che lo Stato è diventato il nemico della società nel mondo arabo. Chiede agli Stati arabi di restaurare una partecipazione piena e completa e lancia un appello a una rinascita araba ispirata finalmente ai Secoli dei Lumi.
Durante gli anni ottanta, benché eviti la politica di parte e si concentri sulle attività intellettuali, la sua visione politica è ampiamente ostile al regime siriano e molto favorevole alla causa palestinese. Essendo stata severamente repressa l'attività politica in Siria dal massacro di Hama del 1982, Ghalyūn consacra l'essenziale del proprio tempo a due associazioni. Durante svariati anni egli dirige infatti il "Forum culturel et social syrien", un'associazione di espatriati siriani ostili al regime, mentre è fondatore e membro attivo dell'"Organizzazione araba dei diritti dell'uomo" (in arabo المنظمة العربية لحقوق الإنسان‎?, al-Munaẓẓama al-ʿarabiyya li-ḥuqūq al-insān), creata nel 1983.
Ghalyūn ha sempre considerato la democrazia come una "necessità storica" per il mondo arabo e assicura che in Siria e in altri Paesi, l'opposizione potrebbe essere più efficace radunandosi attorno all'esigenza di democrazia e rifiutando ogni pretesto per rinviare la riforma politica o economica.
Nel 2000, con altri difensori siriani del cambiamento, Ghalyūn è stato un attivo partecipante della "Primavera di Damasco" (la breve apertura politica che seguì alla salita al potere di Bashar al-Asad). Effettua frequenti viaggi in patria in questo periodo. Nel 2001, tiene un corso a Damasco che è frequentato da più di 700 persone, sebbene egli non usufruisca di alcun sostegno finanziario. Ma, dopo il divieto di dar via a nuovi movimenti politici, ritorna al suo ruolo di commentatore e di difensore dei diritti dell'uomo.
A partire dal 2005, diventa più attivo a livello politico durante la Dichiarazione di Damasco (che raduna i partiti dell'opposizione laica) e diventa sempre più associato all'opposizione politica siriana. Ma s'oppone agli appelli per far causa comune con l'Occidente per esercitare una pressione sul regime siriano. Nel quadro della sua attività politica, Ghalyūn evita ogni associazione con qualsivoglia gruppo in particolare - che sia comunista, nasseriano o fondamentalista. Continua a recarsi in Siria, malgrado i regolari intralci procuratigli dai servizi segreti siriani.
A metà di marzo del 2011, quando un'ondata di proteste popolari prende il via in Siria e inaugura la guerra civile siriana, Ghalyūn esprime senza indugio il suo sostegno agli oppositori. Fa un certo numero di apparizioni sui media e si collega fortemente ad altri dissidenti basati in Europa, per riunire i vari gruppi d'opposizione siriani in esilio. Vede tuttavia con sfavore il raduno dell'opposizione ad Antalya del maggio del 2011, che egli considera "al servizio straniero". Queste affermazioni spingono uno degli organizzatori dell'evento, lo scrittore  ʿAbd al-Razzāq ʿEyd, ad accusarlo di voler "rabbonire il regime".
Nel giugno del 2011, assiste come osservatore alla Conferenza per la Salvezza Nazionale dominata dai Fratelli Musulmani siriani, che spinge per un Consiglio di Transizione composto da 25 membri: Ghalyūn si esprime a favore di un movimento che comprenda tutte le componenti dell'opposizione siriana.

### Azione in seno al Consiglio nazionale siriano (CNS)

#### Presidenza del CNS
Il 29 agosto 2011, l'attivista Dhiyāʾ al-Dīn Darghmūsh annuncia su Al Jazeera che si prevede che 94 siriani diano vita a un "Consiglio nazionale transitorio", per la cui presidenza è stato proposto Burhān Ghalyūn. Ma le personalità contattate si astengono per lo più di dare il proprio consenso a questo progetto. Solo il 15 settembre 2011 un gruppo di universitari e di attivisti annuncia la creazione di un "Consiglio nazionale siriano" (CNS) di 140 membri. Si tratta di un organismo politico transitorio destinato a preparare la partenza per l'esilio per il Presidente Bashar al-Asad. Al termine di un primo Congresso a Istanbul nell'ottobre 2011 e che allarga il CNS, la presidenza è di nuovo attribuita a Burhān Ghalyūn.
Nel novembre 2011, dichiara a Le Figaro:
(Dobbiamo preservare il carattere pacifico della rivoluzione. Militari dell'Esercito siriano libero (ESL) s'infiltrano tra la popolazione, e, vestiti in abiti civili, si nascondono nelle città. Il loro còmpito deve limitarsi alla protezione dei manifestanti, non devono condurre a termine operazioni [militari]. Non vogliamo la guerra civile. L'ESL deve accodare la sua strategia alla nostra.)
Nel dicembre 2011, annuncia che, se il CNS fosse arrivato ad assumere il potere in Siria, i legami militari con l'Iran, Hamas e l'Hezbollah sarebbero stati tagliati. Frase che comporta una viva critica di quest'ultima organizzazione libanese. Auspica del pari il recupero delle Alture del Golan occupate da Israele fin dal 1967 tramite negoziati pacifici.
Nel febbraio 2012, il suo mandato di Presidente del CNS è rinnovato dall'Ufficio Esecutivo dell'organizzazione riunito a Doha (Qatar), fatto che provoca critiche e dimissioni in seno all'organizzazione.
Di nuovo rieletto il 15 maggio 2012 alla guida del CNS, si pronuncia infine favorevole all'armamento dell'Esercito siriano libero, dopo essersi opposto alla militarizzazione della rivolta siriana.
Il 24 maggio 2012, annuncia le proprie dimissioni dalla presidenza del CNS dopo aver ricevuto critiche per aver consentito ai Fratelli Musulmani occupare un posto troppo importante in seno al CNS e per la carenza di coordinamento tra il CNS e i militanti operanti sul terreno. La guerra civile siriana è al momento in atto da tredici mesi. ʿAbd al-Bāsiṭ Sīdā è eletto a succedergli. Rimane nondimeno in seno all'Ufficio Esecutivo dell'organizzazione.

## Opere
- Manifesto per la democrazia, Beirut, Dār Ibn Rushd, 1978
- Il malessere arabo, lo Stato contro la Nazione, Parigi, La Découverte, collana Cahiers Libres, 1991 ISBN 978-2707120489
- Islam et politique, Parigi, La Découverte, 1997 ISBN 978-2707127143
- Avec Nevine Abdel Moeim Mossaad, Henry Laurens, Eric Rouleau, Nicolas Sarkis, Nawaf Salam (dir.), Le Moyen-Orient à l'épreuve de l'Irak, Paris, Actes Sud, 2005 ISBN 978-2-7427-5249-2